# Вагон-цистерна
Вагон-цистерна — вид подвижного состава железных дорог для перевозки жидкостей, в том числе: нефти и нефтепродуктов, метилового и этилового спирта, химически активных и агрессивных жидких веществ (кислоты, растворы щелочей, пероксид водорода и др.), сжиженного газа (пропан-бутан, кислород), пищевых продуктов (вода, патока, вино, растительные масла) и др. Вагоны-цистерны используются также для перевозки мелкодисперсных порошков: муки (муковоз), цемента, талька и прочего.

## Общая характеристика
Различают цистерны:
- По типу:
  - общего назначения — для перевозки нефтепродуктов;
  - специальные — для определённых видов грузов.
- По конструкции:
  - цистерны, имеющие раму;
  - цистерны безрамной конструкции.
- По числу осей:
  - четырёхосные;
  - шестиосные;
  - восьмиосные.
- По ёмкости.

Котёл вагона-цистерны может быть предназначен для перевозки груза без избыточного давления (нефтепродукты, вода, химические вещества, цемент) или под давлением (сжиженные газы). В последнем случае ёмкость, используемая для перевозки груза, именуется сосудом (по аналогии с сосудами под давлением). Для перевозки в сжиженном виде газов, имеющих точку кипения ниже нормальных условий (0 °C), используются вагоны-цистерны, имеющие криогенные сосуды. Для защиты металла котла от коррозии под воздействием перевозимых в нём веществ применяют специальные внутренние покрытия или добавку в перевозимый груз ингибиторов коррозии.

## Конструкция
Кузов вагона-цистерны представляет собой горизонтальную ёмкость цилиндрической формы, закрытую с боков эллиптическими днищами. Ёмкость цистерны или её отдельные секции имеют устройства для погрузки и разгрузки, вид которых зависит от перевозимого груза. Сосуды специальных цистерн могут иметь теплоизоляционное покрытие или оборудование для разогрева перевозимого продукта, а также приборы для контроля за его состоянием. В некоторых цистернах внутренняя ёмкость делится на несколько секций. В цистернах, у которых ёмкость укладывается на раму, воспринимающую продольные нагрузки, возникающие в поезде, ёмкость в передаче этих нагрузок к другим вагонам поезда не участвует. У вагона-цистерны безрамной конструкции ёмкость является цельнонесущей конструкцией, воспринимает и передаёт продольные тяговые и ударные усилия, выполняя функции рамы. Для повышения прочности и жёсткости ёмкостей вагонов-цистерн большого диаметра и длины цилиндрическая обечайка ёмкости подкрепляется кольцами-шпангоутами, которые могут быть установлены на наружной поверхности или внутри ёмкости. Объём цистерны колеблется в широких пределах от 15-20 м³ в первых вагонах-цистернах, строившихся в конце XIX века, до 120 м³ (8-осная цистерна для перевозки светлых нефтепродуктов) и больше.

## Узкоколейные цистерны
Советская четырёхосная цистерна грузоподъёмностью 10 и 20 тонн предназначена для перевозки жидкостей: нефти и продуктов её переработки, слабоагрессивные жидкости (аммиачную воду, этанол) по железным дорогам узкой колеи . Цистерны безрамной конструкции, несущий котел сварной, цистерна оборудована специальным нижним сливным двусторонним прибором, который открывается и закрывается при помощи механического привода, со штурвалом, расположенным сверху внутри колпака. Для доступа к колпаку имеется лестница и верхняя площадка. Цистерна оборудована автоматическим пневматическим тормозом и типовым для узкой колеи ударно-тяговым прибором .

## История цистерн в России
Первые вагоны-цистерны в России появились в 1863 году, это были вагоны зарубежного производства. Затем, в 1872 году, их начали строить в дорожных мастерских Грязе-Царицынской и Московско-Нижегородской железных дорог. Их появление было связано с необходимостью транспортировки от Волжских пристаней вглубь страны керосина, отгружавшегося с Бакинских нефтепромыслов. Первые цистерны строились двухосными с котлом диаметром 1360-1500 мм, длиной от 5 метров, объёмом котла от 8 до 10 кубометров.
Производились специальные виды цистерн. Так, при перевозке спирта для его защиты от нагревания котёл цистерны размещался внутри обычного крытого товарного вагона; эти вагоны имели специальные отличительные знаки. По специальным заказам производились мелкие партии цистерн для перевозки сильных кислот, сжатого газа, хлористого цинка и других химических веществ.
В 1901 году инженер Брант построил цистерну-платформу (микст). Она имела квадратный котёл, сверху которого находилась платформа для обратного попутного груза. Более совершенную конструкцию предложил в 1910 году Кубасов.
В 1905-1911 годах за счёт дополнительной надстройки к обычным цистернам их грузоподъёмность была увеличена с 12,5 до 16,5 т (1000 пудов).
В 1895 году Гротен спроектировал трёхосную цистерну, и в том же году на русских железных дорогах появилась первая четырёхосная цистерна системы Фокс-Арбель на специальных тележках. В последующие годы появилось ещё несколько типов четырёхосных цистерн грузоподъёмностью 25-33 т, все они имели ряд преимуществ перед двухосными, их было выпущено около тысячи штук.
Во время Первой мировой войны русские заводы строили 2-4 осные цистерны и для других стран европейской колеи, в то же время на русских железных дорогах появились трофейные цистерны, несколько отличающегося типа.
До революции основную часть парка в России составляли стандартные («нормальные») 750 и 1000-пудовые цистерны, которые эксплуатировались до конца 50-х годов.